# Ірландія на зимових Олімпійських іграх 2022
Ірландія взяла участь у зимових Олімпійських іграх 2022, що тривали з 4 до 20 лютого в Пекіні (Китай).
Збірна Ірландії складалася з шести спортсменів (чотирьох чоловіків і двох жінок), що змагалися в п'яти видах спорту. Елза Десмонд і Брендан Ньюбі несли прапор своєї країни на церемонії відкриття.
Всі члени збірної Ірландії - представники діаспори.

## Спортсмени
Кількість спортсменів, що взяли участь в Іграх, за видами спорту.
| Вид спорту          | Чоловіки | Жінки | Загалом |
| ------------------- | -------- | ----- | ------- |
| Гірськолижний спорт | 1        | 1     | 2       |
| Лижні перегони      | 1        | 0     | 1       |
| Фристайл            | 1        | 0     | 1       |
| Санний спорт        | 0        | 1     | 1       |
| Сноубординг         | 1        | 0     | 1       |
| Загалом             | 4        | 2     | 6       |

## Гірськолижний спорт
Від Ірландії на ігри кваліфікувалися один гірськолижник і одна гірськолижниця, що відповідали базовому кваліфікаційному критерію.
| Спортсмен  | Дисципліна                    | 1-й спуск | 1-й спуск | 2-й спуск    | 2-й спуск    | Сума         | Сума         |
| Спортсмен  | Дисципліна                    | Час       | Місце     | Час          | Місце        | Час          | Місце        |
| ---------- | ----------------------------- | --------- | --------- | ------------ | ------------ | ------------ | ------------ |
| Джек Ґауер | Комбінація (чоловіки)         | 1:45.16   | 14        | 52.58        | 12           | 2:37.74      | 12           |
| Джек Ґауер | Швидкісний спуск (чоловіки)   | Н/Д       | Н/Д       | Н/Д          | Н/Д          | 1:47.61      | 31           |
| Джек Ґауер | Гігантський слалом (чоловіки) | 1:08.30   | 31        | 1:12.26      | 25           | 2:20.56      | 25           |
| Джек Ґауер | Супергігант (чоловіки)        | Н/Д       | Н/Д       | Н/Д          | Н/Д          | НФ           | НФ           |
| Тесс Арбез | Гігантський слалом (жінки)    | НФ        | НФ        | Не потрапила | Не потрапила | Не потрапила | Не потрапила |
| Тесс Арбез | Слалом (жінки)                | 1:07.83   | 55        | 1:06.78      | 48           | 2:14.61      | 48           |
| Тесс Арбез | Супергігант (жінки)           | Н/Д       | Н/Д       | Н/Д          | Н/Д          | 1:25.18      | 42           |

## Лижні перегони
Від Ірландії на Ігри кваліфікувалися три лижники, але вирішено було скористатися лише з однієї квоти.
Дистанційні перегони
| Спортсмен           | Дисципліна                        | Класичний стиль | Класичний стиль | Вільний стиль | Вільний стиль | Загалом   | Загалом     | Загалом |
| Спортсмен           | Дисципліна                        | Час             | Місце           | Час           | Місце         | Час       | Відставання | Місце   |
| ------------------- | --------------------------------- | --------------- | --------------- | ------------- | ------------- | --------- | ----------- | ------- |
| Томас Ялмар Вестґор | 15 км класичним стилем (чоловіки) | Н/Д             | Н/Д             | Н/Д           | Н/Д           | 40:01.5   | +2:06.7     | 14      |
| Томас Ялмар Вестґор | 30 км скіатлон (чоловіки)         | 43:03.8         | 42              | 41:51.7       | 42            | 1:25:29.8 | +9:20.0     | 43      |
| Томас Ялмар Вестґор | 50 км вільним стилем (чоловіки)   | Н/Д             | Н/Д             | Н/Д           | Н/Д           | 1:15:59.0 | +4:26.3     | 29      |

## Фристайл
Від Ірландії на Ігри кваліфікувався один фристайліст.
Хафпайп
| Спортсмен     | Дисципліна         | Кваліфікація | Кваліфікація | Кваліфікація | Кваліфікація | Фінал       | Фінал       | Фінал       | Фінал       | Фінал       | Фінал       |
| Спортсмен     | Дисципліна         | 1-ша спроба  | 1-ша спроба  | 2-га спроба  | 2-га спроба  | 1-ша спроба | 1-ша спроба | 2-га спроба | 2-га спроба | 3-тя спроба | 3-тя спроба |
| Спортсмен     | Дисципліна         | Бали         | Місце        | Бали         | Місце        | Бали        | Місце       | Бали        | Місце       | Бали        | Місце       |
| ------------- | ------------------ | ------------ | ------------ | ------------ | ------------ | ----------- | ----------- | ----------- | ----------- | ----------- | ----------- |
| Брендан Ньюбі | Хафпайп (чоловіки) | 10.75        | 21           | 47.00        | 20           | Не потрапив | Не потрапив | Не потрапив | Не потрапив | Не потрапив | Не потрапив |

## Санний спорт
Завдяки результатам у Кубку світу 2021–2022 від Ірландії на Ігри кваліфікувалася одна санкарка.
| Спортсменка  | Дисципліна             | 1-й заїзд | 1-й заїзд | 2-й заїзд | 2-й заїзд | 3-й заїзд | 3-й заїзд | 4-й заїзд    | 4-й заїзд    | Сума     | Сума  |
| Спортсменка  | Дисципліна             | Час       | Місце     | Час       | Місце     | Час       | Місце     | Час          | Місце        | Час      | Місце |
| ------------ | ---------------------- | --------- | --------- | --------- | --------- | --------- | --------- | ------------ | ------------ | -------- | ----- |
| Елза Десмонд | Одномісні сани (жінки) | 1:01.608  | 33        | 1:03.857  | 34        | 1:02.254  | 33        | Не потрапила | Не потрапила | 3:07.719 | 33    |

## Сноубординг
Сноубординг
| Спортсмен      | Дисципліна         | Кваліфікація | Кваліфікація | Кваліфікація | Кваліфікація | Фінал       | Фінал       | Фінал       | Фінал       | Фінал       |
| Спортсмен      | Дисципліна         | 1-ша спроба  | 2-га спроба  | Краща        | Місце        | 1-ша спроба | 2-га спроба | 3-тя спроба | Краща       | Місце       |
| -------------- | ------------------ | ------------ | ------------ | ------------ | ------------ | ----------- | ----------- | ----------- | ----------- | ----------- |
| Шимус О'Коннор | Хафпайп (чоловіки) | 57.00        | 10.25        | 57.00        | 15           | Не потрапив | Не потрапив | Не потрапив | Не потрапив | Не потрапив |